# Раннє втручання
Раннє втручання (англ. Early Intervention) – міждисциплінарна сімейно-центрована система допомоги дітям раннього віку з порушеннями розвитку та дітям груп біологічного і соціального ризику, спрямована на покращення розвитку дитини та підвищення якості життя родини.

## Потенційні клієнти
Послуга раннього втручання призначена, передусім, для певної групи малих дітей від народження до 3 років, нормальний розвиток яких є під загрозою. Причини загрози можуть бути наступними: вже встановлений медичний діагноз (наприклад, синдром Дауна чи м'язова дистрофія Дюшена), несприятливі перинатальні фактори (наприклад, недоношеність, низька маса при народженні, асфіксія, штучна вентиляція легень і подібні), неблагополучні зовнішні обставини розвитку дитини. Фактично, якась частина або й більшість потенційних клієнтів не матимуть у майбутньому інвалідності і, ймовірно, покинуть програму в скорому часі. А якась частина отримає реабілітаційну послугу в якомога більш ранньому віці. Враховуючи принцип сімейно-центрованої послуги клієнтом програми є вся сім'я як цілість (голістичний підхід) і як соціально-комунікативна система.
У програмі раннього втручання допускається й робота з дітьми, старшими від 3 років, особливо якщо дитина та сім'я перед тим не отримали відповідних послуг. Так, програма раннього втручання Центру «Джерело» розрахована на дітей до 6 років.

## Принципи
- Голістичний (комплексний) підхід
- Міждисциплінарний підхід
- Сімейно-центрований підхід
- Принцип нормалізації життя
- Принцип скерування

## Обстеження та оцінювання
Ідеєю раннього раннього втручання є якомога більш раннє обстеження дитини командою спеціалістів різного профілю (лікарем, реабілітологом, дитячим психологом, педагогом-дефектологом, іншими спеціалістами за потребою) і відповідна робота щодо ранньої реабілітації дитини та наснаження (англ. Empowerment) сім'ї. 
Проводиться оцінювання розвитку рухових, мовних, комунікативно-емоційних та сенсорних здібностей, з'ясовуються особливості розвитку ігрової діяльності, її відповідності віковим етапам та індивідуальними можливостям дитини. Шляхом опитування збирається інформація про сон та годування дитини, гігієнічні процедури, особливості взаємодії дитини з батьками, виясняється запит батьків щодо виявлених проблем.
Висновок та план втручання формується лише після спільного обговорення спеціалістів між собою та з батьками дитини і складається з медичного діагнозу, оцінки рівня функціональної організації поведінки дитини, можливостей батьків щодо побудови дитячо-батьківських відносин.
На наступному етапі в залежності від провідної проблеми виділяється спеціаліст, який розпочинає роботу з дитиною. Тоді він же (або інша особа, в залежності від організації роботи команди раннього втручання) здійснює подальшу координацію команди спеціалістів, які реалізують індивідуальний план допомоги дитині і сім’ї, в якій вона виховується.

## Реалізація і перегляд індивідуального плану розвитку (ІПР)
У процесі реалізації ІПР періодично проводиться повторне оцінювання розвитку дитини, залежно від його результатів до ІПР вносяться корективи й доповнення. Бажано мати щоквартально зустріч з батьками, на якій обговорювати досягнення та зміни.

## Міждисциплінарна модель
Надання послуги раннього втручання здійснюється командою спеціалістів. Однією з особливостей роботи команди раннього втручання є та, що батькам немає необхідності кожен раз пояснювати новому спеціалісту всі прикрі моменти, безкінечно повторюючи свою історію. Вся необхідна інформація доступна і поширюється між членами мультидисциплінарної команди. При цьому, всі спеціалісти зв’язані обов’язками професійної етики та конфіденційності, що має сприяти атмосфері довіри між працівниками і сім'єю. 
Деякі центри/наукові школи раннього втручання пропагують ще досконаліший рівень роботи команди – т. зв. трансдисциплінарну модель, у якій спеціалісти в ході роботи освоюють елементи суміжних спеціальностей, що дозволяє їм виробляти більш кваліфіковану «зважену думку», або «спільне судження» щодо конкретного випадку і таким чином долати фрагментацію послуг.

## Раннє втручання в Україні

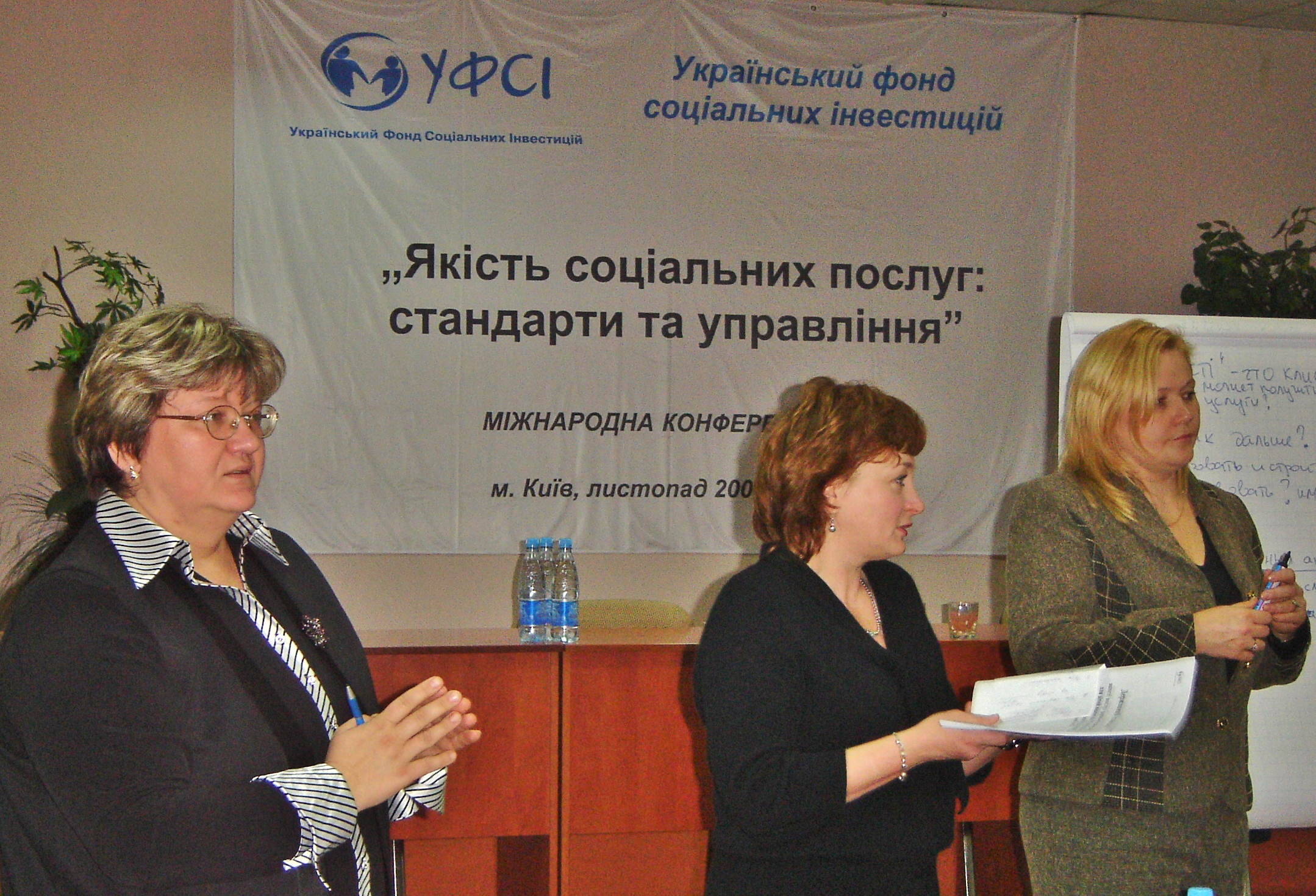
Представлення стандарту соціальної послуги «Раннє втручання» на конференції Українського фонду соціальних інвестицій. Київ, листопад 2006 р. Світлана Демченко, Ганна Кукуруза та Галина Герасим.

Модель раннього втручання або її елементи запроваджені в роботу кількох центрів/організацій в Україні. Провідною установою, яка найбільш послідовно втілює модель раннього втручання, є БФ «Інститут раннього втручання [Архівовано 4 вересня 2016 у Wayback Machine.]» та Центр раннього втручання [Архівовано 19 серпня 2016 у Wayback Machine.] (м. Харків). Програма раннього втручання існує в Навчально-реабілітаційному центрі «Джерело» у Львові, елементи раннього втручання застосовуються в Інституті реабілітації осіб з вадами психофізичного розвитку імені Я. Корчака (м. Одеса), Медико-соціальному реабілітаційному центрі "Дорога життя" (м. Ужгород), Державному комплексі ранньої соціальної реабілітації дітей-інвалідів (м. Миколаїв) та інших.
Останнім часом ідея поширення програм раннього втручання як альтернативи до поміщення дітей з особливими потребами в інтернатну систему отримала урядову підтримку. Зокрема, за її розвиток у масштабах України висловився Уповноважений Президента України з прав дитини Микола Кулеба.
У квітні 2017 між урядом України і рядом українських громадських організацій та донорських структур підписано меморандум про Національну  платформу раннього втручання, додатком до якої пропонувалось прийняти національний план дій.
Етапною подією стало затвердження 18.02.2021 Міністерством соціальної політики «Методичних рекомендацій щодо впровадження практики надання послуги раннього втручання для забезпечення розвитку дитини, збереження її здоров’я та життя». Методичні рекомендації нормативно врегульовують багато існуючих питань щодо технології надання послуги, її міждисциплінарність, зміст та заходи. 
Деякі нормативні документи та матеріали щодо раннього втручання представлені на сайті проекту, який адмініструється НАІУ.

## Міжнародні організації
Концепція раннього втручання поширена практично у всіх країнах світу. Значну наукову і координуючу роботу проводить Міжнародне товариство раннього втручання (), організовуючи конференції, видаючи журнал та сприяючи науковим дослідженням.
В Україну концепція раннього втручання прийшла різними шляхами - через стажування працівників у країнах Заходу (США, Британія, Голландія), а також через ближчих сусідів - Польщу, зокрема центр «Крок за кроком» у м. Замості, Адаптаційно-реабілітаційний центр у Кракові ті інших.